# Єрихон (телесеріал)
«Єрихон» (англ. Jericho) — американський постапокаліптичний драматичний телесеріал з елементами бойовика і детектива 2006-2008 рр. Продюсери — CBS Paramount Network Television і Junction Entertainmen, виконавчі продюсери — Джон Тертлтауб, Стівен Чбоськи, Керол Барбе. Перший сезон транслювався з 20 вересня 2006 р. по 9 травня 2007-го. Через низькі рейтинги був знятий з показу, проте пізніше на прохання фанатів додатково зняли сім серій другого сезону, що вийшли в ефір з 12 лютого по 25 березня 2008 р.

## Сюжет

### Перший сезон
Дія серіалу розгортається в місті Єрихон, розташованому глибоко в Канзасі. Найближче велике місто — Денвер. Життя в місті тече спокійно, як у багатьох маленьких містах: йде підготовка до виборів мера, люди займаються повсякденними справами, коли на горизонті — імовірно над Денвером — виникає ядерний гриб, і в місті відключаються всі засоби комунікації. Цього дня жителі дізнаються, що ще один вибух стався в Атланті. Жителі задаються питанням — чи є вони єдиними американцями, що залишилися в живих? Незабаром паніка, гнів і страх відкривають у деяких жителів найгірші якості.

### Персонажі
Акторський ансамбль телесеріалу нараховує як групу постійних персонажів, символів проекту, так і ряд дрібних і повторюваних ролей. Офіційний сайт проекту згадує одинадцять основних акторів. Алісія Коппола з епізодичної ролі стала регулярним персонажем в лютому 2008-го. Джеральд МакРейні не мав постійну роль в другому сезоні, тоді як Екей Моралес присутній тільки в сезоні 2.
- Скіт Ульріх як Джейк Грін
- Ленні Джеймс як Роберт Хокінс
- Ешлі Скотт як Емілі Салліван
- Кеннет Мітчелл як Ерік Грін
- Майкл Гастон як мер Грей Андерсон
- Джеральд Макрейні в Джонстон Грін
- Памела Рід як Гейл Грін
- Бред Беєр в Стенлі Річмонд
- Ерік Кнудсен як Дейл Тернер
- Екей Моралес як майор Едуард Бек

### Термінологія

#### Знищені міста
| - Атланта, Джорджія - Балтімор, Меріленд - Бостон, Массачусеттс - Вашингтон, округ Колумбія - Даллас, Техас - Денвер, Колорадо - Детройт, Мічиган - Лос-Анджелес, Каліфорнія - Лоуренс, Канзас - Маямі, Флорида - Міннеаполіс, Міннесота - Норфолк, Вірджинія | - Піттсбург, Пенсильванія - Сан-Дієго, Каліфорнія - Сан-Франциско, Каліфорнія - Саут-Джордан або Седар-Сіті, Юта - Сієтл, Вашингтон - Філадельфія, Пенсильванія - Фінікс, Аризона - Хартфорд, Коннектикут - Х'юстон, Техас - Чикаго, Іллінойс - Шарлотт, Північна Кароліна |

#### Вцілілі міста
- Колумбус, Огайо
- Лас-Вегас, Невада
- Лексінгтон, Кентуккі
- МакКук, Небраска
- Нью-Йорк, Нью-Йорк
- Ричмонд, Вірджинія
- Санта-Фе, Нью-Мексико
- Топіка, Канзас
- Шайєнн, Вайомінг
- Сакраменто, Каліфорнія
- Сан-Антоніо, Техас
- Утіка, Нью-Йорк

## Виробництво
Телесеріал спочатку виник як ідея художнього фільму співтворцями - Джонатан Стейнберг і Джош Шер. Проте незабаром вони зрозуміли, що двох або двох і з половиною-годинного фільму все одно не несуть необхідного розвитку сюжету і вирішили створити оригінальну історію.
На початку першої серії можна почути сигнали. Це азбука Морзе, вона транслює: Jericho Pilot (укр. Єрихон Пілот).

### Неточності
Сюжет розгортається в Канзасі. В першій серії видно, що ядерний гриб піднімається з-за гір. Проте такі гори не видно з території Канзасу. Також Денвер, штат Колорадо, знаходиться на відстані 175 миль від лінії штатів Колорадо/Канзас. Вкрай малоймовірно, що ядерний вибух побачили б в Денвері з Єрихону, який знаходиться в північно-західному Канзасі на відстані близько 250 миль. Автовідповідач у першій серії не міг записувати тональний виклик після завершення самого виклику. Також не можуть функціонувати автомобілі, тому що електромагнітний імпульс від ядерного вибуху зі швидкістю світла паралізує не тільки радіо і ТБ, але й транспорт.
Коли майор Бек вперше з'являється перед глядачем (другий сезон, серія «Реконструкція»), його уніформа має прапор Союзних Штатів Америки (англ. Allied States of America), проте на передній частині уніформи напис US Army (укр. Збройні сили США).

## Критика
Оцінка телесеріалу на сайті IMDb — 8,0/10 на основі 47 171 голосу.

### Рейтинги
| Сезон | Сезон | Кількість епізодів | Прем'єра першого епізоду | Прем'єра останнього епізоду | Дата виходу DVD | Дата виходу DVD | Рейтинг у США           |
| Сезон | Сезон | Кількість епізодів | Прем'єра першого епізоду | Прем'єра останнього епізоду | Регіон 1        | Регіон 2        | Рейтинг у США           |
| ----- | ----- | ------------------ | ------------------------ | --------------------------- | --------------- | --------------- | ----------------------- |
|       | 1     | 22                 | 20 вересня 2006          | 9 травня 2007               | 2 жовтня 2007   | 10 березня 2008 | 9,24 мільйонів глядачів |
|       | 2     | 7                  | 12 лютого 2008           | 25 травня 2008              | 17 червня 2008  | 29 вересня 2008 | 6,16 мільйонів глядачів |